# ネスレ・ボイコット
ネスレ・ボイコットは1977年から始まった、ネスレ社を中心とする乳児用粉ミルク・乳幼児用食品販売戦略に対する抗議行動・不買運動を指す。

## 概要
1960年代、ネスレ社を含む多くの乳幼児食品販売会社は東南アジアやアフリカなどの発展途上国に進出し、粉ミルクを中心として産院や病院に対して職員を派遣し出産祝いに医療関係者のような服装を着て（実際は看護師や医師ではない）粉ミルクのセットを贈るなど人工乳による育児を奨励してきた。しかしその結果多くの問題が発生したとして、小児科医師や栄養士を中心として告発が相次いだ。その問題とは、

- 人工ミルクの使用により、本来母乳が充分に出る母親の母乳分泌が不活発になる（乳児が乳首を吸う刺激により母乳はつくられるため）。
- 人工ミルクを購入し続ける経済力に乏しい家庭において母乳不足が生じることで、ミルクを過度に薄めて与える状況が発生し、乳児の深刻な栄養欠乏がおこる。
- 衛生状態の悪い環境、不潔な水によって作られた人工ミルクにより乳児の病気が多発する。

などである。
1969年から始まったこの告発と抗議行動により、1970年代半ばに問題は国際化した。1979年には世界保健機関と国際連合児童基金によって国際会議が行なわれ、1981年、「母乳代用品の販売流通に関する国際基準（通称：WHOコード）」が賛成多数で採択された（日本は棄権）。こうした動きのなかで1977年、女性を中心に当時の乳児用粉ミルクの最大手だったネスレ社を相手にした不買運動、ネスレ・ボイコットが開始された。

## 経過
- 第1回ネスレ・ボイコット

1977年開始。1984年にネスレ社が全面的にWHOコードを受け入れを表明。
- 第2回ネスレ・ボイコット

ネスレ社がWHOコードを守っていないとして1988年開始。終息宣言されていない。

## 創作物
2014年、ダニス・タノヴィッチは、元ネスレ社員としてネスレ・ボイコットに関わったサイヤド・アーミル・ラザをモデルに、良心による多国籍企業ラスタとの闘いを描いた映画『汚れたミルク/あるセールスマンの告発』(原題Tigers)を公開した。